# Battersea Power Station

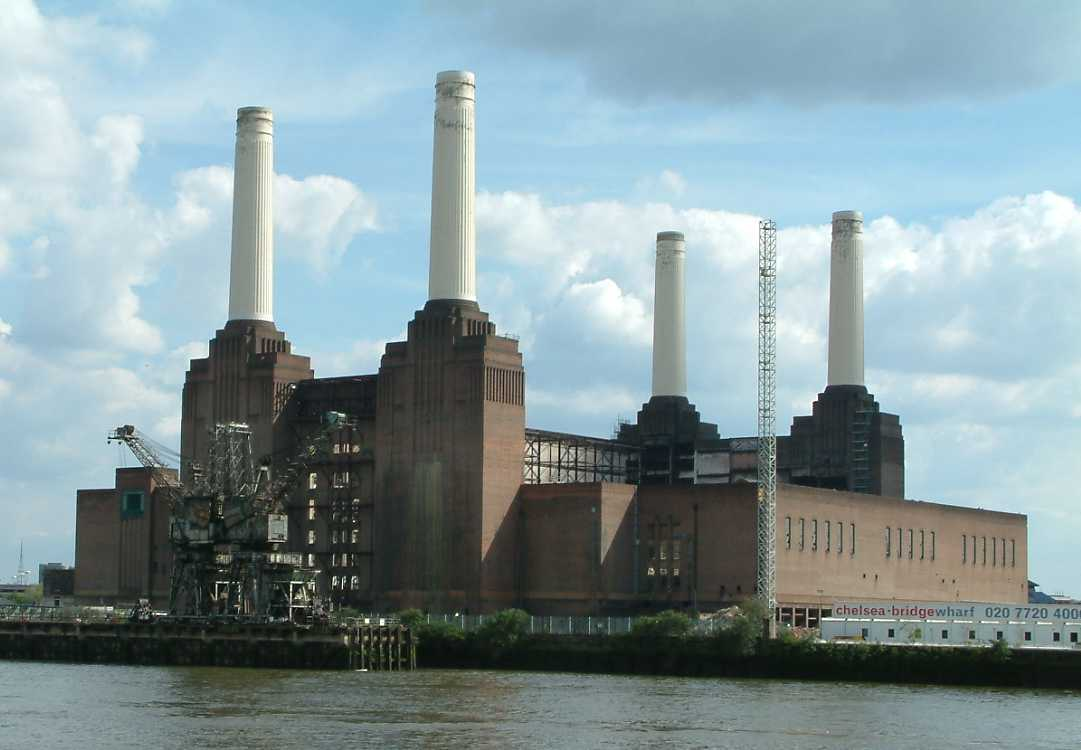
Battersea Power Station, 2 maj 2004.

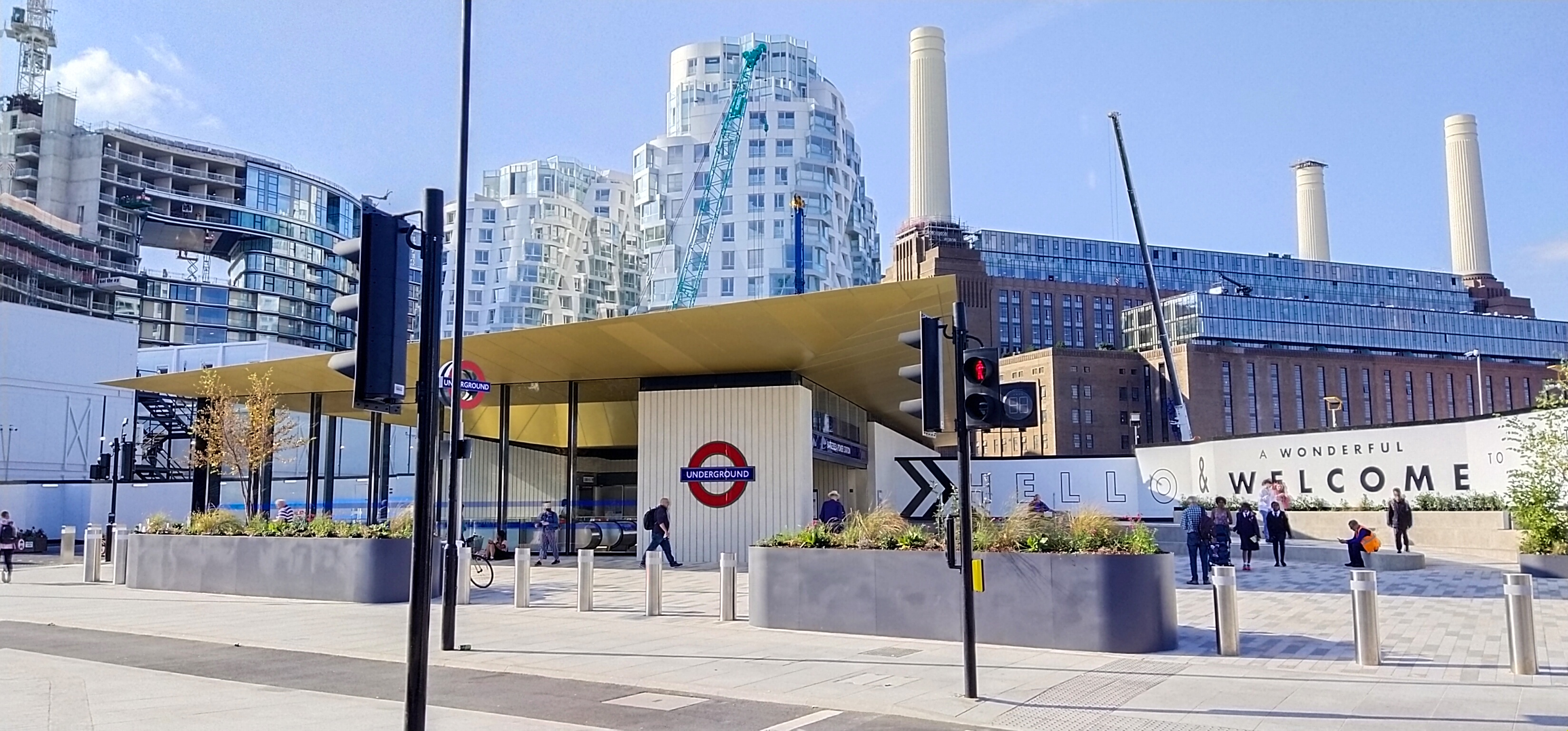
Battersea Power Station Underground

Battersea Power Station är ett numera nerlagt kolkraftverk i London. Den första delen av kraftverket stod färdigt 1935 och det var i drift fram till 1983. Vid driftstarten hade det en eleffekt på 105 MW, vid den tiden störst i Europa, vilket efter andra världskriget utökades till ca 500 MW, samtidigt som man även började producera fjärrvärme.
Vid Battersea Power Station finns även en station med samma namn på Northern Line i Londons tunnelbana.